# Masakatsu Aoki
Masakatsu Aoki (japanisch 青木 昌勝, Aoki Masakatsu; * 1957) ist ein japanischer Amateurastronom. Er arbeitet von seiner privaten Sternwarte, dem Aoki Astronomical Observatory, (IAU-Code 908) im Stadtteil Tsukioka der Stadt Toyama in der Präfektur Toyama aus und legt das Schwergewicht seiner Arbeit auf die Entdeckung von Supernovae.
Neben den von ihm entdeckten 12 Novae ist er der Entdecker von mehreren Asteroiden.